# 天宇龍屬
天宇龍屬是種鳥臀目畸齒龍科恐龍，化石發現於中國遼寧省建昌縣髫髻山組。原本研究認為化石發現於白堊紀早期的熱河群，目前發現化石的地質年代屬於侏羅紀晚期，約1億5850萬年前。
在天宇龍的化石，頸部、背部、尾巴有類似羽毛的壓痕。這些類似羽毛的結構物成細管狀，沒有分叉，是種真皮衍生物；與已知獸腳亞目的有羽毛恐龍的原始羽毛相比，其結構相當類似。科學家推測，這些演化關係相當遠的恐龍具有類似的毛狀結構，很有可能牠們的祖先也覆蓋者類似的毛狀結構。

## 敘述

畸齒龍(A)、天宇龍(B)的頭顱骨比較圖

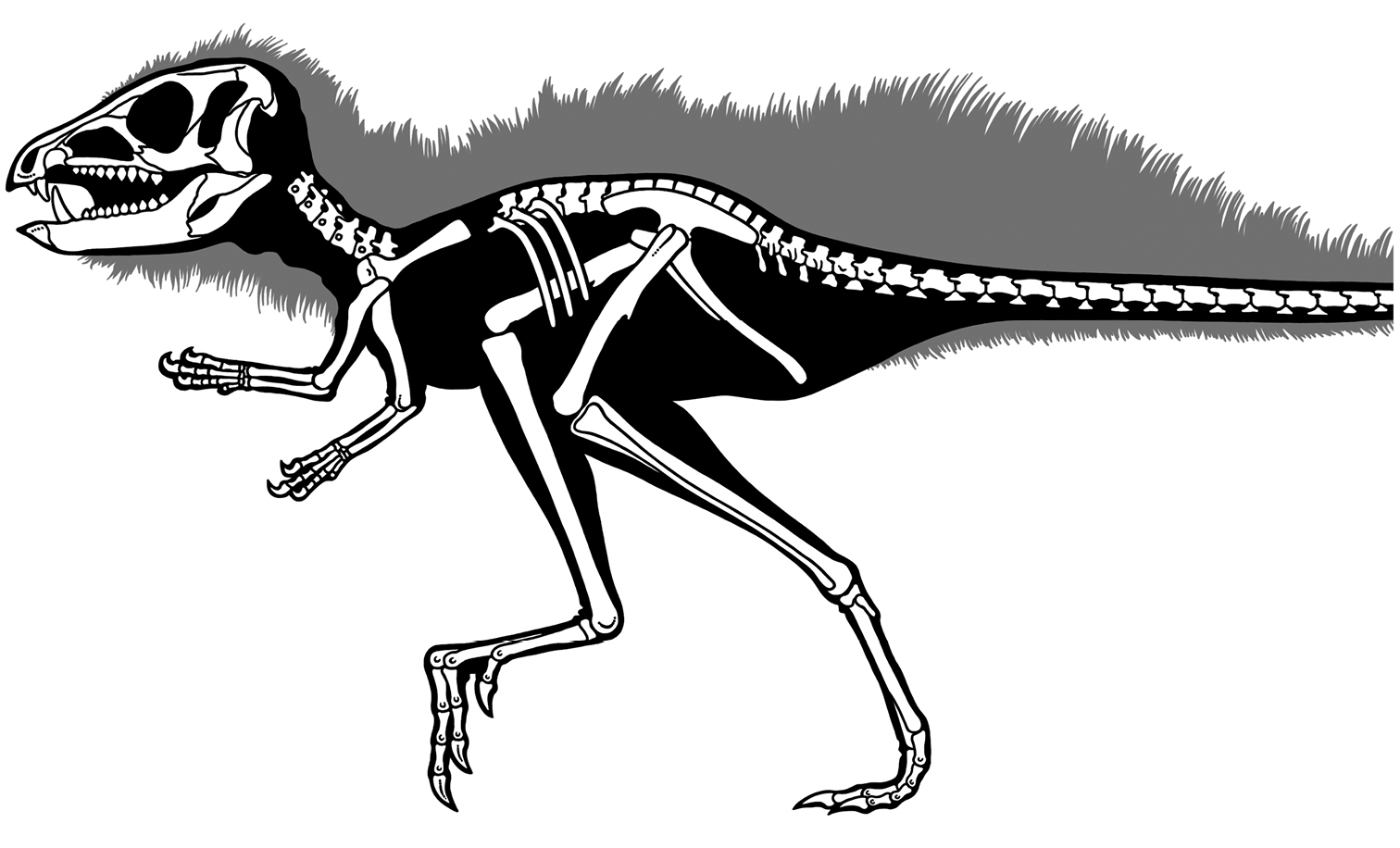
天宇龍的骨骼、羽毛重建圖

正模標本（編號 STMN 26-3）是一個亞成年體的骨骼，包含：部分顱骨、下頜、前段薦椎、中段尾椎的近側部份、接近完整的肩胛骨、左右肱骨、左尺骨的末端、部分恥骨、左右坐骨、左右股骨、右脛骨、右腓骨與腳掌，以及長毛的痕跡。科學家參考其近親畸齒龍的身體比例，估計這個亞成年體標本的身長約70公分。

## 分類與命名
天宇龍的模式種是孔子天宇龍（T. confuciusi），是在2009年由徐星等中國古生物學家敘述、命名。屬名是以保存標本的山東省臨沂市平邑县天宇自然博物館為名；種名則是以中國儒學家孔子為名，孔子的故鄉曲阜就在該博物館的附近。
天宇龍屬於畸齒龍科，是群小型、原始鳥臀目恐龍，具有修長的身體、長尾巴、以及一對犬齒形牙齒，牠們可能是草食性或雜食性動物。在過去，畸齒龍科的化石僅見於侏羅紀晚期的南美洲與北美洲，可能還有生存於白堊紀早期英格蘭的棘齒龍，天宇龍的發現，使畸齒龍科的地理分佈與生存年代擴大到侏羅紀晚期的亞洲。

## 古生物學
天宇龍的毛狀痕跡分部於三個區域：頸部、背部、尾巴；其中以尾部的毛狀痕跡最長，長約6公分，是尾椎高度的7倍。這些毛狀結構彼此平行，沒有分叉，內部中空。毛的結構似乎相當堅硬，較類似鸚鵡嘴龍尾巴的管狀刺毛，較不類似獸腳類有羽毛恐龍的原始羽毛。在獸腳類的有羽毛恐龍中，天宇龍的毛狀結構最類似中華龍鳥與北票龍，中華龍鳥與北票龍的原始羽毛也沒有分叉。
在過去，只有衍化的鳥臀目與獸腳類恐龍被發現毛狀物；天宇龍的發現使羽毛的演化過程更為複雜。鳥臀目的管狀毛與獸腳類的原始羽毛是否是同源演化的結果，目前還沒有結論。如果兩者是同源演化的後果，那鳥臀目與蜥臀目的祖先可能也覆蓋者類似的毛，而蜥腳下目則是在演化過程中失去毛。如果兩者並非同源演化的後果，那鳥臀目與蜥臀目則是獨自演化出管狀毛與原始羽毛；如同翼龍目與其他主龍類。另外，徐星等人發現北票龍與天宇龍的毛都是沒有分叉的長毛；但以橫剖面來看，北票龍的毛是扁平狀的，天宇龍的毛則是圓的。

## 外部連結
- （英文）天宇龍的發現，使羽毛的演化過程增加新謎題。(附有羽毛恐龍的演化關係圖)
- （中文）中国发现孔子天宇龙 带有最原始羽毛[永久]
- （中文）孔子天宇龙--有“羽毛”的鸟臀类恐龙揭示羽毛的起源[永久]